# Saison 2021-2022 de l'OGC Nice
Maillots
Chronologie
Saison précédente Saison suivante
La saison 2021-2022 de l'OGC Nice voit le club s'engager dans les deux compétitions nationales que sont la Ligue 1 et la Coupe de France. 
L'équipe, qui a terminé 9e la saison précédente ne se qualifie pas pour la Ligue Europa, contrairement à la saison précédente où elle avait échoué en phase de poule.
L'équipe réserve est engagée dans le championnat de National 3, dans le groupe Groupe Corse-Méditerranée, et évolue au stade Charles-Ehrmann.

## Résumé de la saison

### Avant-saison
La reprise de l'entrainement se fait le 28 juin, le groupe au début restreint récupérant petit à petit les éléments ayant passés quelques semaines en sélection.
Après deux matchs amicaux sur les terrains du centre d'entrainement de la plaine du Var contre le pensionnaire de Ligue 2 Rodez AF et les Suisses du Lausanne-Sport dans un derby INEOS, les aiglons se rendent au traditionnel stage estival à Divonne-les-Bains où ils affrontent successivement le SC Bastia remonté en Ligue 2 et les Ukrainiens du Dynamo Kiev. Un match contre l'AS Saint-Étienne initialement programmé est annulé. Ils enchainent alors ensuite un voyage en Autriche où ils affrontent les anciens Allemand de l'Est de l'Union Berlin puis finir par un match de gala à l'Allianz Riviera contre l'AC Milan.

### Championnat
{A venir ...}

### Coupe de France
{A venir ...}

## Effectif professionnel actuel
En grisé, les sélections de joueurs internationaux chez les jeunes mais n'ayant jamais été appelés aux échelons supérieur une fois l'âge limite dépassé ou les joueurs ayant pris leur retraite internationale.

## Transferts
| Nom                 | Nationalité   | Poste     | Transfert       | Provenance/Destination                |
| ------------------- | ------------- | --------- | --------------- | ------------------------------------- |
| Arrivées            |               |           |                 |                                       |
| Mario Lemina        | Gabon         | Milieu    | Transfert       | Southampton FC (Premier League)       |
| Melvin Bard         | France        | Défenseur | Transfert       | Olympique Lyonnais (Ligue 1)          |
| Andy Delort         | Algérie       | Attaquant | Transfert       | Montpellier HSC (Ligue 1)             |
| Pablo Rosario       | Pays-Bas      | Milieu    | Transfert       | PSV Eindhoven (Eredivisie)            |
| Calvin Stengs       | Pays-Bas      | Attaquant | Transfert       | AZ Alkmaar (Eredivisie)               |
| Marcin Bułka        | Pologne       | Gardien   | Prêt (OA levée) | Paris SG (Ligue 1)                    |
| Justin Kluivert     | Pays-Bas      | Attaquant | Prêt avec OA    | AS Roma (Serie A)                     |
| Lucas Da Cunha      | France        | Milieu    | Retour de prêt  | Lausanne-Sport (Super League)         |
| Evann Guessand      | France        | Attaquant | Retour de prêt  | Lausanne-Sport (Super League)         |
| Pedro Brazão        | Portugal      | Attaquant | Retour de prêt  | Lausanne-Sport (Super League)         |
| Ihsan Sacko         | France        | Attaquant | Retour de prêt  | Cosenza Calcio (Serie B)              |
| Racine Coly         | Sénégal       | Défenseur | Retour de prêt  | Amiens SC (Ligue 2)                   |
| Ibrahim Cissé       | Côte d'Ivoire | Défenseur | Retour de prêt  | LB Châteauroux (National)             |
| Jean N'Guessan      | Côte d'Ivoire | Milieu    | 1er contrat pro | RC Abidjan (Ligue 1 Ivoirienne)       |
| Tom Louchet         | France        | Milieu    | 1er contrat pro | OGC Nice B (National 3)               |
| Justin Smith        | Canada        | Défenseur | 1er contrat pro | OGC Nice B (National 3)               |
| Reda Belahyane      | France        | Milieu    | 1er contrat pro | OGC Nice B (National 3)               |
| Départs             |               |           |                 |                                       |
| Pierre Lees-Melou   | France        | Milieu    | Transfert       | Norwich City FC (Premier League)      |
| Myziane Maolida     | France        | Attaquant | Transfert       | Hertha Berlin (1. Bundesliga)         |
| Racine Coly         | Sénégal       | Défenseur | Transfert       | GD Estoril (Primeira Liga)            |
| Pedro Brazão        | Portugal      | Attaquant | Transfert       | FC Famalicão (Primeira Liga)          |
| Stanley N'Soki      | France        | Défenseur | Transfert       | Club Bruges KV (Division 1A)          |
| Andy Pelmard        | France        | Défenseur | Prêt (OA levée) | FC Basel (Super League)               |
| Dan Ndoye           | Suisse        | Attaquant | Prêt (OA levée) | FC Basel (Super League)               |
| Ibrahim Cissé       | Côte d'Ivoire | Défenseur | Prêt avec OA    | Le Mans FC (National)                 |
| Jean N'Guessan      | Côte d'Ivoire | Milieu    | Prêt sans OA    | Lausanne-Sport (Super League)         |
| Alexis Trouillet    | France        | Milieu    | Prêt sans OA    | AJ Auxerre (Ligue 2)                  |
| William Saliba      | France        | Défenseur | Retour de prêt  | Arsenal FC (Premier League)           |
| Rony Lopes          | Portugal      | Attaquant | Retour de prêt  | FC Séville (Liga)                     |
| Jeff Reine-Adélaïde | France        | Milieu    | Retour de prêt  | Olympique lyonnais (Ligue 1)          |
| Rémi Mestrallet     | France        | Milieu    | Libre           | EFC Fréjus Saint-Raphaël (National 2) |
| Yoan Cardinale      | France        | Gardien   | Libre           | SC Toulon (National 2)                |

| Nom            | Nationalité   | Poste     | Transfert       | Provenance/Destination           |
| -------------- | ------------- | --------- | --------------- | -------------------------------- |
| Arrivées       |               |           |                 |                                  |
| Billal Brahimi | France        | Attaquant | Transfert       | Angers SCO (Ligue 1)             |
| Jordan Amavi   | France        | Défenseur | Prêt avec OA    | Olympique de Marseille (Ligue 1) |
| Danilo         | Brésil        | Milieu    | Retour de prêt  | SE Palmeiras (Brasileirão)       |
| Ange Ahoussou  | Côte d'Ivoire | Défenseur | 1er contrat pro | RC Abidjan (Ligue 1 Ivoirienne)  |
| Départs        |               |           |                 |                                  |
| Hassane Kamara | Côte d'Ivoire | Défenseur | Transfert       | Watford FC (Premier League)      |
| Ayodeji Sotona | Irlande       | Attaquant | Prêt avec OA    | Brentford FC (Premier League)    |
| Robson Bambu   | Brésil        | Milieu    | Prêt avec OA    | SC Corinthians (Brasileirão)     |
| Lucas Da Cunha | France        | Milieu    | Prêt sans OA    | Clermont Foot 63 (Ligue 1)       |

## Détail des matchs

### Matchs amicaux (avant-saison)
(À venir)

### Ligue 1

#### Classement
| Rang | Équipe               | Pts | J  | G  | N  | P  | Bp | Bc | Diff | Qualification ou relégation                                                     |
| ---- | -------------------- | --- | -- | -- | -- | -- | -- | -- | ---- | ------------------------------------------------------------------------------- |
| 3    | AS Monaco            | 69  | 38 | 20 | 9  | 9  | 65 | 40 | +25  | Qualification pour le troisième tour de qualification de la Ligue des champions |
| 4    | Stade rennais FC     | 66  | 38 | 20 | 6  | 12 | 82 | 40 | +42  | Qualification pour la phase de groupes de la Ligue Europa                       |
| 5    | OGC Nice             | 66  | 38 | 20 | 7  | 11 | 52 | 35 | +17  | Qualification pour les barrages de la Ligue Europa Conférence                   |
| 6    | RC Strasbourg Alsace | 63  | 38 | 17 | 12 | 9  | 60 | 43 | +17  |                                                                                 |
| 7    | RC Lens              | 62  | 38 | 17 | 11 | 10 | 62 | 48 | +14  |                                                                                 |

1. ↑  Retrait de 1 point.

## Saison 2021-2022

### Équipementier et sponsors
L'OGC Nice a annoncé, en fin de saison 2019, la prolongation de sa collaboration avec l'équipementier Italien Macron, jusqu'en 2022, qui continue donc d'équiper le club.
L'OGC Nice affiche cette saison pour la troisième année consécutive l'entreprise INEOS sur sa face avant. L'entreprise anglaise est devenue propriétaire du club le 26 août 2019 et en devient également le sponsor titre. Deux autres entreprises du groupe INEOS deviennent par ailleurs sponsor de l'équipe : le constructeur automobile Ineos Grenadier dans le dos, et Ineos Hygienics sur la manche.
Parmi les autres sponsors de l'OGC Nice figurent la métropole Nice Côte d'Azur, et la ville de Nice. Ils sont rejoints cette saison par Unibet.

### Derbies de la saison

#### Championnat
| Club     | Aller | Retour | Club                   |
| -------- | ----- | ------ | ---------------------- |
| OGC Nice | 1 - 1 | 1 - 2  | Olympique de Marseille |
| OGC Nice | 2 - 2 | 0 - 1  | AS Monaco FC           |

#### Résultats par journée
| Journée   | 01  | 02 | 03 | 04 | 05 | 06 | 07 | 08 | 09 | 10 | 11 | 12 | 13 | 14 | 15 | 16 | 17 | 18 | 19 | 20 | 21 | 22 | 23 | 24 | 25 | 26 | 27 | 28 | 29 | 30 | 31 | 32 | 33 | 34 | 35 | 36 | 37 | 38 |
| --------- | --- | -- | -- | -- | -- | -- | -- | -- | -- | -- | -- | -- | -- | -- | -- | -- | -- | -- | -- | -- | -- | -- | -- | -- | -- | -- | -- | -- | -- | -- | -- | -- | -- | -- | -- | -- | -- | -- |
| Terrain   | D   | E  | D  | D  | E  | D  | E  | E  | D  | E  | D  | E  | D  | E  | D  | E  | D  | E  | D  | E  | D  | E  | D  | E  | D  | E  | D  | E  | E  | D  | E  | D  | E  | D  | E  | D  | D  | E  |
| Résultats | N   | V  | N  | V  | V  | N  | D  | V  | V  | D  | V  | V  | D  | V  | D  | N  | D  | V  | V  | V  | V  | V  | D  | D  | V  | N  | V  | N  | D  | N  | D  | V  | D  | V  | V  | V  | D  | V  |
| Points    | 1   | 4  | 4  | 7  | 10 | 11 | 11 | 14 | 17 | 17 | 20 | 23 | 23 | 26 | 26 | 27 | 27 | 30 | 33 | 36 | 39 | 42 | 42 | 42 | 45 | 46 | 49 | 50 | 50 | 51 | 51 | 54 | 54 | 57 | 60 | 63 | 63 | 66 |
| Place     | 15e | 3e | 7e | 5e | 4e | 4e | 6e | 4e | 3e | 4e | 3e | 2e | 3e | 2e | 3e | 4e | 4e | 4e | 2e | 2e | 2e | 2e | 3e | 3e | 3e | 3e | 2e | 3e | 4e | 5e | 5e | 4e | 6e | 5e | 5e | 4e | 6e | 5e |

* Un point de pénalité a été infligé à l'OGC Nice à la suite des incidents de la 3e journée contre l'OM
Source : lfp.fr (Ligue de football professionnel)
Terrain : D = Domicile ; E = Extérieur. Résultat : D = Défaite ; N = Nul ; V = Victoire.

### Statistiques diverses

#### Meilleurs buteurs
Ligue 1 et coupes
|    | Buteur            | L1 | CDF | Total |
| -- | ----------------- | -- | --- | ----- |
| 1  | Andy Delort       | 16 | 2   | 18    |
| 2  | Amine Gouiri      | 10 | 2   | 12    |
| 3  | Kasper Dolberg    | 6  | 1   | 7     |
| 4  | Justin Kluivert   | 4  | 2   | 6     |
| 5  | Khéphren Thuram   | 4  | 0   | 4     |
| 6  | Hichem Boudaoui   | 3  | 0   | 3     |
| 7  | Youcef Attal      | 2  | 0   | 2     |
| 7  | Mario Lemina      | 2  | 0   | 2     |
| 7  | Melvin Bard       | 2  | 0   | 2     |
| 10 | Calvin Stengs     | 1  | 0   | 1     |
| 10 | Jean-Clair Todibo | 1  | 0   | 1     |
| 10 | Evann Guessand    | 1  | 0   | 1     |
|    | 12 buteurs        | 52 | 7   | 59    |

#### Meilleurs passeurs
Ligue 1 et coupes
|    | Passeur               | L1 | CDF | Total |
| -- | --------------------- | -- | --- | ----- |
| 1  | Amine Gouiri          | 9  | 1   | 10    |
| 2  | Justin Kluivert       | 5  | 1   | 6     |
| 3  | Andy Delort           | 3  | 2   | 5     |
| 4  | Melvin Bard           | 3  | 0   | 3     |
| 5  | Khéphren Thuram       | 2  | 0   | 2     |
| 5  | Pablo Rosario         | 2  | 0   | 2     |
| 5  | Kasper Dolberg        | 2  | 0   | 2     |
| 5  | Evann Guessand        | 2  | 0   | 2     |
| 5  | Hichem Boudaoui       | 2  | 0   | 2     |
| 10 | Dante                 | 1  | 0   | 1     |
| 10 | Alexis Claude-Maurice | 1  | 0   | 1     |
| 10 | Dan Ndoye             | 1  | 0   | 1     |
| 10 | Lucas Da Cunha        | 1  | 0   | 1     |
| 10 | Morgan Schneiderlin   | 1  | 0   | 1     |
| 10 | Calvin Stengs         | 1  | 0   | 1     |
| 10 | Youcef Atal           | 1  | 0   | 1     |
| 10 | Jordan Lotomba        | 0  | 1   | 1     |
|    | 17 passeurs           | 37 | 5   | 42    |

#### Aiglon du mois
Chaque mois, les internautes élisent le meilleur joueur du mois écoulé sur le site officiel du club.
| Mois      | Joueur          |
| --------- | --------------- |
| Août      | Hichem Boudaoui |
| Septembre | Andy Delort     |
| Octobre   | Andy Delort     |
| Novembre  | Amine Gouiri    |
| Décembre  | Justin Kluivert |
| Janvier   | Khéphren Thuram |
| Février   | Justin Kluivert |
| Mars      | Walter Benítez  |
| Avril     | Andy Delort     |
| Mai       |                 |

#### Aiglon de la saison
- Andy Delort

### Autres

#### Buts
- Premier but de la saison : Kasper Dolberg   1re lors de Lille OSC 0-4 OGC Nice, le 14 août 2021.
- Dernier but de la saison :
- Premier penalty : Amine Gouiri   45+4e (pen.) lors de Lille OSC 0-4 OGC Nice, le 14 août 2021.
- Premier doublé : Kasper Dolberg, à la   1re puis à la   64e lors de Lille OSC 0-4 OGC Nice, le 14 août 2021.
- Premier triplé : Andy Delort, à la   75e puis à la   77e et enfin à la   82e lors de Stade de Reims 2-3 OGC Nice, le 21 mai 2022.
- But le plus rapide d'une rencontre :  Kasper Dolberg   1re lors de Lille OSC 0-4 OGC Nice, le 14 août 2021.
- But le plus tardif d'une rencontre :  Khéphren Thuram   90+4e lors de OGC Nice - ESTAC Troyes, le 24 avril 2022.
- Plus grande marge : 4 buts
  - Lille OSC 0 - 4 OGC Nice, le 14 août 2021.
  - OGC Nice 4 - 0 Girondins de Bordeaux, le 28 août 2021.
- Plus grand nombre de buts marqués : 4 buts
  - Lille OSC 0 - 4 OGC Nice, le 14 août 2021.
  - OGC Nice 4 - 0 Girondins de Bordeaux, le 28 août 2021.
  - OGC Nice 4 - 1 Olympique de Marseille, le 9 février 2022 (Coupe de France).
- Plus grand nombre de buts marqués en une mi-temps : 3 buts
  - Lille OSC 0 - 4 OGC Nice, le 14 août 2021.
  - OGC Nice 4 - 0 Girondins de Bordeaux, le 28 août 2021.
  - OGC Nice 3 - 2 Olympique Lyonnais, le 24 octobre 2021.
  - Stade de Reims 2 - 3 OGC Nice, le 21 mai 2022.

#### Discipline
- Premier carton jaune : Jean-Clair Todibo  45+4e lors de OGC Nice - Stade de Reims, le 8 août 2021.
- Premier carton rouge : Morgan Schneiderlin   20e lors de Stade brestois 29 0-3 OGC Nice, le 9 janvier 2022.
- Carton jaune le plus rapide :  Youcef Atal  21e lors de Lille OSC 0-4 OGC Nice, le 14 août 2021.
- Carton jaune le plus tardif :  Mario Lemina  90+1e lors de OGC Nice - Girondins de Bordeaux, le 28 août 2021.
- Carton rouge le plus rapide : Morgan Schneiderlin   20e lors de Stade brestois 29 0-3 OGC Nice, le 9 janvier 2022.
- Carton rouge le plus tardif : Dante   90+1e lors de RC Lens 3-0 OGC Nice, le 10 avril 2022.

- Plus grand nombre de cartons jaunes dans un match :  5 cartons (Hicham Boudaoui, Jordan Lotomba et Mario Lemina pour Nice, Laurent Koscielny et Enock Kwateng pour Bordeaux) lors de OGC Nice - Girondins de Bordeaux, le 28 août 2021.
- Plus grand nombre de cartons rouges dans un match : 2 cartons  (Mario Lemina et Dante) lors de RC Lens 3-0 OGC Nice, le 10 avril 2022.

## Équipe réserve
|      | \| Rang \| Équipe \| Pts \| J \| G \| N \| P \| Bp \| Bc \| Diff \| \| ---- \| ------------- \| --- \| -- \| -- \| - \| - \| -- \| -- \| ---- \| \| 3 \| OGC Nice rés. \| 51 \| 28 \| 15 \| 6 \| 7 \| 56 \| 30 \| +26 \| |     |    |    |   |   |    |    |      |
| Rang | Équipe | Pts | J  | G  | N | P | Bp | Bc | Diff |
| 3    | OGC Nice rés. | 51  | 28 | 15 | 6 | 7 | 56 | 30 | +26  |